# Abdus Samad Azad
Abdus Samad Azad (* 15. Januar 1926 im Dorf Burakhali, Distrikt Sunamganj, Britisch-Indien; † 27. April 2005 in Chennai, Tamil Nadu, Indien) war ein pakistanischer und bangladeschischer Politiker.
Samad Azad studierte nach 1948 Rechtswissenschaften und Geschichte an der University of Dhaka. Seine politische Laufbahn hatte bereits 1940 mit seinem Eintritt in die Muslim Students Federation begonnen. Seit 1954 war er regelmäßig in Parlamenten vertreten, mehrfach wurde er auch inhaftiert.
Während des Unabhängigkeitskrieges 1971 wirkte Samad Azad als Gesandter Bangladeschs und versuchte die Weltöffentlichkeit für dessen Unabhängigkeit zu gewinnen. Er wurde der erste Außenminister des unabhängigen Bangladesch, später auch Landwirtschaftsminister. Er war für lange Zeit einer der führenden Politiker der Awami League, einer der großen Parteien Bangladeschs.